# 圣帕尔杜达尔内
圣帕尔杜达尔内（法語：Saint-Pardoux-d'Arnet，法語發音：[sɛ̃ paʁdu daʁnɛ]）是法国克勒兹省的一个市镇，属于欧比松区。

## 地理
圣帕尔杜达尔内（45°52'37"N, 2°19'50"E）面积16.44 平方千米，位于法国新阿基坦大区克勒兹省，该省份为法国中部省份，位于法國中央高原西北部，北起安德尔省和谢尔省，西接维埃纳省，南至科雷兹省，东临多姆山省，东北与阿列省接壤。
与圣帕尔杜达尔内接壤的市镇（或旧市镇、城区）包括：克罗、内乌、圣阿维德塔尔代、克罗附近圣莫里斯、克罗附近圣奥拉杜、拉维勒泰勒。

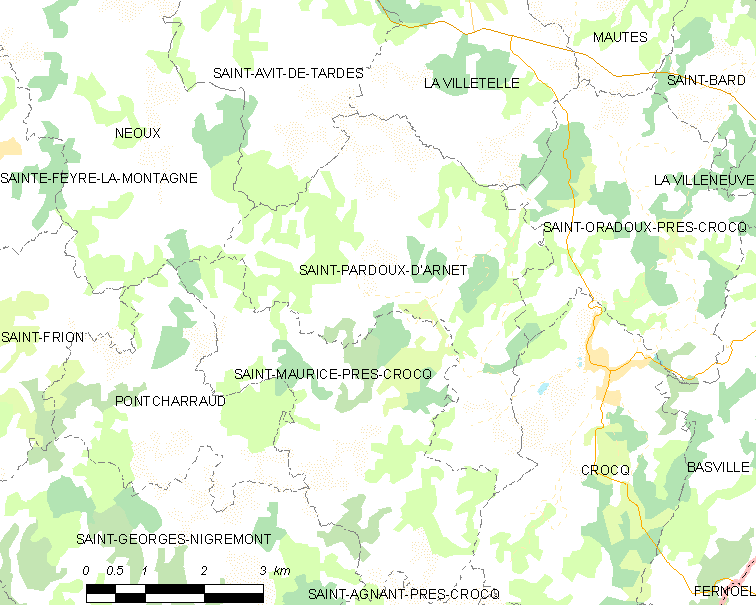
圣帕尔杜达尔内的OSM定位图

圣帕尔杜达尔内的时区为UTC+01:00、UTC+02:00（夏令时）。

## 行政
圣帕尔杜达尔内的邮政编码为23260，INSEE市镇编码为23226。

## 政治
圣帕尔杜达尔内所属的省级选区为欧藏斯县。

## 人口

1962-2008年间圣帕尔杜达尔内人口变化图示

圣帕尔杜达尔内于2022年1月1日时的人口数量为164人。